# Platysoma leconti
Platysoma leconti är en skalbaggsart som beskrevs av Sylvain Auguste de Marseul 1853. Platysoma leconti ingår i släktet Platysoma och familjen stumpbaggar. Inga underarter finns listade i Catalogue of Life.